# تاباكولو نارينو
تاباكولو نارينو (الاسم العلمي: Scytalopus vicinior) (بالإنجليزية: Narino Tapaculo)‏ هو نوع من الطيور يتبع جنس التاباكولو من فصيلة التاباكولات.